# لنا یوستیمنکو
لنا یوستیمنکو (انگلیسی: Lena Ustymenko؛ زادهٔ ۱۱ اکتبر ۱۹۸۶) بازیکن والیبال اهل اوکراین است.